# 木梨
木梨（学名：Pyrus xerophila）为蔷薇科梨属下的一个种。

## 扩展阅读
- 維基物種上的相關：木梨